# Eduard Bagritski
Eduard Georgevitsj Bagritski (Russisch: Эдуард Георгиевич Багрицкий, pseudoniem voor Eduard Dsjoebin (Russisch: Эдуард Дзюбин)) (Odessa, 22 oktober 1895 – Moskou, 16 februari 1934) was een Russisch schrijver en dichter van Joodse herkomst.

## Leven en werk
Bagritski was een vooraanstaande figuur in de Russische literaire wereld  van de jaren twintig. Hij schreef veel over de Russische Revolutie en de Russische Burgeroorlog. In de grond was hij een romanticus, maar wars van sentimentaliteit. Bagritski vond zijn belangrijkste voorbeelden in romantici als Edgar Allan Poe, Walter Scott, maar ook Aleksandr Grin. 
Na de Russische Revolutie voegde Bagritski zich bij het Rode Leger en schreef hij vooral agitatieverzen. Zijn Tijl Uilenspiegel (1922) bevat lyrische monologen waarin hij zich graag vergelijkt met de ‘Vlaamse revolutionair’. Bekend werd Bagritski door zijn verhaal in verzen Mare over Opanas (1926), over de volksheld Nestor Machno: een romantisch epos waarin de folkloristische Oekraïense traditie duidelijk voelbaar is. 
Veel van Bagritski’s gedichten uit het midden van de jaren twintig spreken vooral over ontgoocheling over de NEP. In 1926 sloot hij zich aan bij de literaire groepering Pereval, later wordt hij gerekend tot de constructivisten, mede vanwege zijn hantering van de zogenaamde ‘lokale semantiek’. Zijn bundel Zuid-West (1928) bevat weer vooral romantische gedichten over de burgeroorlog. In 1930 sloot hij zich aan bij de RAPP en schreef zijn laatste bundel, Het Krim-eiland (1932), over het vijfjarenplan.
Bagritski stierf in 1934 aan astma. Na zijn dood werd zijn familie financieel ondersteund door literaire vrienden uit Odessa, waaronder Isaak Babel. Eduard Bagritski is de vader van Vsevolod Bagritski, de eerste man van Jelena Bonner, die sneuvelde in de Tweede Wereldoorlog.